# Méthanediol
Le méthanediol, aussi connu sous le nom de monohydrate de formaldéhyde  ou de méthylène glycol, est un composé chimique de formule CH4O2, ou H2C(OH)2. C'est le plus simple des diols géminaux (diol dont les deux groupes hydroxyle sont sur le même atome de carbone), et de façon formelle le deuxième plus simple hydrate de carbone (C(H2O)2), après le formaldéhyde (C(H2O)).
Le méthanediol est produit par hydratation du formaldéhyde (H2C=O), et prédomine en solution aqueuse (constante d'équilibre d'environ 103, dans le sens de la formation du méthanediol).
Ce composé a une certaine importance en astrochimie.